# Ilija Petković
Ilija Petković, en serbio cirílico: Илија Петковић (Knin,Yugoslavia, 22 de septiembre de 1945 - Belgrado, Serbia, 27 de junio de 2020) fue un futbolista y entrenador serbio. Jugó como centrocampista durante toda su carrera en tres equipos, el OFK Beograd, en dos etapas diferentes, en Peñarol de Montevideo y el Troyes AC francés. Desde principios de la década de 1990 hasta su muerte, Petković fue gerente de fútbol, y su nombramiento más notable fue con el equipo nacional de Serbia y Montenegro en la Copa Mundial de Fútbol en 2006 realizada en Alemania.
Petković jugó 43 partidos para Yugoslavia y participó en la UEFA Euro 1968 en donde quedó subcampeón al perder la final ante Italia y en la Copa Mundial de la FIFA 1974 realizada en Alemania Occidental, donde marcó un gol en una gran victoria por 9-0 contra Zaire. Jugó gran parte de su carrera entre 1964–1983 en OFK Beograd, con una temporada en el medio en Troyes AC entre 1973–1976.
Comenzó su carrera como entrenador en 1990 con su club original, OFK Beograd, y entrenó a muchos clubes. Entrenó a Yugoslavia tres veces, primero como asistente en 1997–98, luego en 2000–01, luego de la partida de Vujadin Boškov después de la UEFA Euro 2000. Como entrenador dirigió a diferentes equipos de todo el mundo, entre ellos la selección de Serbia y Montenegro en la Copa Mundial de Fútbol de 2006. 

## Carrera profesional
Petković comenzó a jugar al fútbol en el Dinara Knin de su localidad natal. Su etapa como profesional fue dividida entre el OFK Beograd, donde pasó más de 16 temporadas convirtiéndose en uno de los mejores jugadores de todos los tiempos del club, y un período de tres años con el equipo francés Troyes AC.

### Selección nacional
Petković jugó 43 partidos para Yugoslavia y participó en la UEFA Euro 1968 en donde quedó subcampeón al perder la final ante Italia y en la Copa Mundial de la FIFA 1974 realizada en Alemania Occidental, donde marcó un gol en una gran victoria por 9-0 contra Zaire, hoy República Democrática del Congo. Jugó gran parte de su carrera entre 1964–1983 en OFK Beograd, con una temporada en el medio en Troyes AC entre 1973–1976.

### Entrenador
Inmediatamente después de terminar su carrera como jugador, Petković se convirtió en entrenador de su amado OFK Beograd. Eventualmente fue nombrado para ser el primer entrenador del equipo, comenzando así una carrera como entrenador principal. Su debut duró tres temporadas entre 1990 y 1993. Posteriormente entrenó al Servette FC suizo, al Aris Salónica griego y a diferentes equipos de todo el mundo, como el Avispa Fukuoka japonés, el Shanghai Shenhua chino, el Al Ahli catarí o el Gyeongnam FC surcoreano.

## Muerte
Fue ingresado en el hospital a causa de la ruptura de una úlcera, también se contagió de coronavirus. Falleció a los setenta y cuatro años el 27 de junio de 2020 en Belgrado a causa de la COVID-19.